# Payette, Idaho
Payette är en stad (city) i Payette County, i delstaten Idaho, USA. Enligt United States Census Bureau har staden en folkmängd på 7 478 invånare (2011) och en landarea på 10 km². Payette är huvudort i Payette County.